# Barbara Moser (Pianistin)
Barbara N. Moser (* 1970 in Wien) ist eine österreichische Konzertpianistin.

## Leben
Mit fünf Jahren eine der jüngsten Studentinnen an der Universität für Musik Wien, erhielt sie ihre Ausbildung bei Heinz Medjimorec und in weiterer Folge bei Greta Kraus in Toronto, bei Boris Bloch in Essen sowie Oleg Maisenberg, Roland Keller und Rudolf Buchbinder in Wien.
Neben ihrer Tätigkeit als Solistin und Gast bekannter Orchester unter renommierten Dirigenten widmet sich Barbara Moser der Kammermusik, oft konzertiert sie mit Mitgliedern der Wiener Philharmoniker. Ihr Interesse gilt auch der Zusammenarbeit mit Sängern, sie begleitete u. a. Annette Dasch, Natalie Dessay, Mara Zampieri, Placido Domingo, Adrian Eröd, Wolfgang Holzmair, Anton Scharinger, Michael Schade, Mathias Zachariassen sowie den Arnold Schoenberg Chor.
Sie leitete Seminare über herausragende Komponistenpersönlichkeiten im Rahmen des Europäischen Forum Alpbach und der Haydn Festspiele Eisenstadt, sie hält Meisterkurse, wirkt als Jurorin bei Wettbewerben und habilitierte sich an der Wiener Musik Universität 2006. Als Unterstützung für ihr 2007 abgeschlossenes Doktoratsstudium und die Publikation der Dissertation „Vincenzo Bellinis Oper ‚La sonnambula‘ – Verzierverhalten und allgemeine Aufführungspraxis auf Tonträgern sowie in älteren Quellen“ erhielt sie Stipendien der Emanuel und Sofie Fohn-Stipendienstiftung und einen „Best Publication Award 2010“ der Universität für Musik Wien, an die sie im März 2012 als Professorin für Klavier berufen wurde. Von Juni 2018 bis Dezember 2022 war sie Präsidentin der Mozartgemeinde Wien.
2005 erhielt sie die Wiener Flötenuhr.